# Nöttjärnen (Ore socken, Dalarna)
Nöttjärnen är en sjö i Rättviks kommun i Dalarna och ingår i Dalälvens huvudavrinningsområde.